# Día de la morcilla
El día de la morcilla es una jornada gastronómica celebrada en Canillas de Aceituno (Málaga) España. Como su nombre indica, está dedicado a la morcilla, embutido típico de la zona. Esta fiesta está declarada "Fiesta de Singularidad Turística de la provincia de Málaga".

## Características
La fiesta se celebra en el último domingo de abril coincidiendo con las festividad de la Virgen de la Cabeza, patrona del pueblo. Pero el tiempo en el mes de abril y la imposibilidad de los emigrantes de acudir en esa época del año hizo que la tradicional feria se trasladara al 4 de septiembre.
En 1987 se celebró por primera vez el día de la morcilla y así se ha venido repitiendo anual e ininterrumpidamente hasta la actualidad. La celebración litúrgica consiste en una misa cantada por un coro rociero, y una procesión por las calles del pueblo. Su aspecto gastronómico homenajea al producto típico del lugar, la morcilla canillera, llamada así porque se diferencia del habitual embutido por estar elaborada con cebolla y según la receta tradicional del pueblo.